# Robert William Thomson
Robert William Thomson (ur. 29 czerwca 1822 w Stonehaven, zm. 8 marca 1873 w Edynburgu) – szkocki wynalazca i przemysłowiec.
Wynalazł gumową oponę pneumatyczną i uzyskał patenty francuski (1846) oraz amerykański (1847), 43 lata przed powszechnie znanym z tego wynalazku innym Szkotem Dunlopem.

## Biografia[2]
Urodził się w Stonehaven na północnym wschodzie Szkocji jako jedenaste, przedostatnie dziecko właściciela folusza. Szkołę opuścił w wieku lat 14 i przeniósł się do wuja w amerykańskim Charleston, gdzie terminował w kupiectwie. Dwa lata później wrócił do domu i podjął samodzielną naukę chemii, elektryczności i astronomii z pomocą znajomego tkacza, który znał matematykę.
Ojciec przekazał mu warsztat; w wieku 17 lat Robert przekonstruował magiel tak, że wilgotna tkanina mogła być przepuszczana w obydwu kierunkach, zaprojektował i zbudował piłę taśmową oraz uruchomił eliptyczną obrotową maszynę parową własnej konstrukcji, którą później będzie nadal udoskonalał. Wkrótce odbył praktykę inżynierską w Aberdeen i Dundee, po czym podjął pracę w przedsiębiorstwie budowlanym w Glasgow. Stamtąd przeniósł się do Edynburga, gdzie opracował nowatorską metodę zdalnego detonowania ładunków wybuchowych przy pomocy elektryczności, co znacznie zmniejszyło liczbę ofiar śmiertelnych w czasie prowadzenia takich prac na całym świecie.
W późniejszych latach Thomson pracował dla kolei i nadzorował rozsadzanie kredowych klifów w pobliżu Dover. Wkrótce zaproponował przebieg nowej linii kolejowej, która po akceptacji parlamentu została zbudowana.
W wieku 23 lat opatentował we Francji i USA oponę pneumatyczną. Pierwsza opona była przymocowanym do drewnianej obręczy koła napompowanym gumowanym wężem płóciennym, wzmocnionym pasem skóry na zewnętrznej powierzchni. Powietrzne koła Thompsona zaprezentowano publicznie w londyńskim Regent’s Parku w marcu 1847, gdzie publiczność mogła doświadczyć komfortu jazdy wozami konnymi wyposażonymi w ciche i tłumiące drgania koła. Jeden z zestawów opon bez pogorszenia parametrów przejechał 1200 mil.
Patent ten zakładał pomysł metra, w którym pojazdy poruszać się miały na kołach pneumatycznych, których kierunek wyznaczany jest przez niewielkie poziomo zorientowane koła stalowe, przylegające z obu stron do pojedynczej szyny prowadzącej.
Mimo obiecujących właściwości, wynalazek opony pneumatycznej nie spotkał się z szerszym zainteresowaniem, w późniejszych latach Thomson podejmował również próby wyposażenia pojazdów w koła z oponami z gumy pełnej. Oponę pneumatyczną spopularyzował dopiero 43 lata później inny Szkot, John Boyd Dunlop, który niezależnie dokonał tego samego wynalazku i uzyskał brytyjski patent w 1888. Patent ten został unieważniony już 2 lata później, gdy wyszedł na jaw pierwszy wynalazca, pomimo tego Dunlop korzystając z popytu generowanego przez rosnącą motoryzację rozwinął w Europie i USA produkcję opon na szeroką skalę.
Thomson zaprezentował na Wielkiej Wystawie w 1851 wieczne pióro i fotel inwalidzki na kołach z oponami z pełnej gumy. Rok później podjął pracę na Jawie, gdzie zaprojektował wydajne urządzenia do produkcji cukru, skonstruował też pierwszy mobilny dźwig parowy.
Thomson powrócił do Szkocji w 1862. Pomimo choroby, która przykuła go do łoża, w ostatniej dekadzie życia pozostał nadal aktywnym wynalazcą. W 1867 opatentował opony z pełnej gumy, które stosował w pięciotonowych, trójkołowych pojazdach parowych własnej konstrukcji. Opony o grubości 125 mm, wewnątrz karbowane i mocowane na wcisk nie tylko tłumiły drgania i hałas, ale dzięki swej elastyczności i przyczepności pozwalały na pokonywanie przeszkód oraz poruszanie się maszyn w trudnym terenie, na wszelkich rodzajach podłoża: twardym i miękkim, na suchej i mokrej powierzchni, oraz na pochyłościach. Istotne też było to, że ciężkie maszyny na ogumionych kołach nie niszczyły nawierzchni, po których się poruszały. Pojazdy parowe Thomsona ciągnęły do czterech przyczep z węglem o łącznej masie do 40 ton, z takim ładunkiem poruszały się sprawnie po stromiznach w górę i w dół. Wynalazca uruchomił w ostatnich latach swego życia pierwszy omnibus kursujący między Edynburgiem i Leith. Maszyny eksportowano na Jawę, do Indii, Kanady i Australii, produkowały je licencyjnie przedsiębiorstwa w Wielkiej Brytanii i USA.

## Patenty, wynalazki i wdrożenia[2][3]
- Opona pneumatyczna (US Patent 5104)
- Elastyczne opony z pełnej gumy
- Pojazdy i ciągniki parowe
- Wieczne pióro
- Kotły parowe
- Udoskonalenie ciśnieniomierza
- Omnibusy z napędem parowym
- Elastyczne pasy, siedzenia, poduszki, zamocowania
- Magiel o dwustronnym działaniu
- Piła wstęgowa
- Eliptyczny silnik obrotowy (z wirującym tłokiem napędzanym ciśnieniem pary)
- Elektryczny detonator ładunków wybuchowych
- Urządzenia do produkcji cukru
- Mobilny dźwig parowy
- Hydrauliczny suchy dok